# 亞洲公路3號線
亚洲公路3号线（英語：Asian Highway 3），编号为，是亚洲公路系统中的一条公路，长7,331（4,555英里）。该公路分为两段，第一段起始于俄罗斯乌兰乌德，经俄罗斯、蒙古、至中国天津滨海新区；第二段起始于中国上海，经寮国、泰国、缅甸（其中仅由中国景洪至缅甸景栋的支线经过缅甸）最终至泰国清莱。

## 建设
截至2008年中旬，公路南北走廊段（昆曼公路）已基本完成，只有几公里的路段仍未完成。

## 俄罗斯
全长219千米。
- A340 A340公路（俄语：А340 (автодорога)）：乌兰乌德 - 恰克图

## 蒙古
全长1,041千米。
- 阿勒坦布拉格 - 达尔汗 - 乌兰巴托 - 纳来哈 - 乔伊尔 - 赛音山达 - 扎门乌德

乌兰巴托-纳来哈段与共线。

## 中国

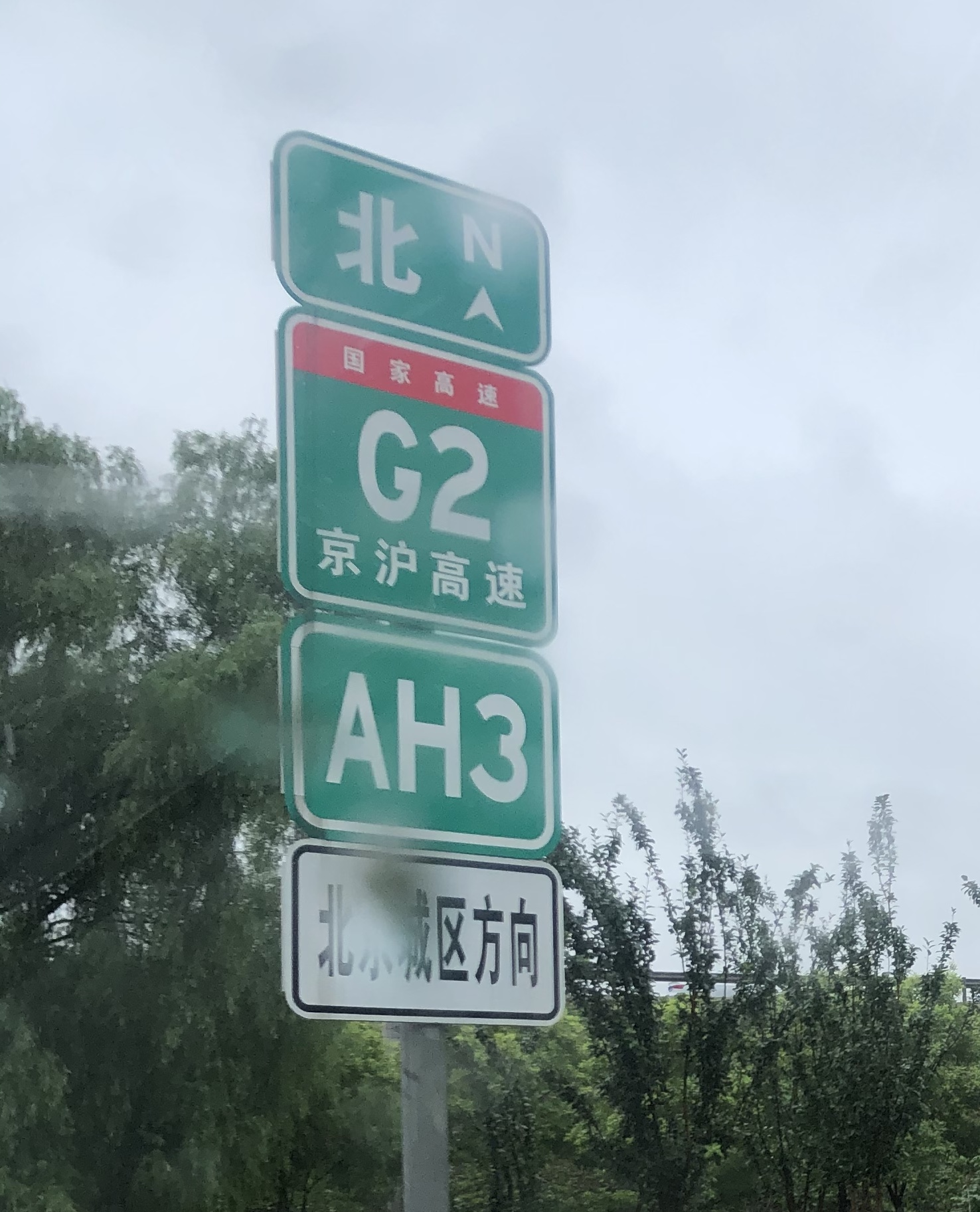
京滬高速與亞洲公路三號線的標示

全长3,926千米。
- 二广高速：二连浩特 - 乌兰察布
- 京藏高速：乌兰察布 - 张家口 - 北京
- 京沪高速：北京 - 天津- 濟南- 徐州- 南京- 蘇州- 上海
- 沪昆高速：上海 – 杭州 - 南昌 - 株洲 - 贵阳 - 昆明
- 昆磨高速：昆明 - 小勐养 - 磨憨
- （支线） 景打高速[3]：小勐养 - 打洛
  - 现行线路：
  景打高速：小勐养 - 勐海
 333省道: 勐海 - 勐混
 320省道: 勐混 - 打洛

## 寮国
全长244千米。
- 3: 磨丁 - 瑯南塔 - 会晒

## 泰国
全长117千米。
- 1020号公路(规划中，候选线路: 1174号公路、1098号公路、1173号公路): 清孔 - 清莱

## 缅甸
全长93千米。
- - （支线）勐拉 - 景栋